# Della Leonessa
La famiglia Della Leonessa (denominata in volgare De Lagonissa, Lagonissa, Lagonessa o La Gonessa) è stata una famiglia nobile italiana e francese di origine gota.

## Storia
La famiglia Della Leonessa è stata una famiglia nobile del Regno di Napoli, appartenente al Sedile di Capuana. Ha goduto di nobiltà anche a Benevento e Capua. Divenne protagonista delle vicende storiche dell'Italia meridionale sotto la dinastia degli Angioini e molti suoi esponenti ricoprirono cariche pubbliche di primo piano; godette inoltre del diritto di coniare monete con il proprio stemma di famiglia. Dopo la battaglia di Benevento del 1266 il re Carlo I d'Angiò concesse a Guglielmo Della Leonessa le signorie di Airola e Montesarchio. In seguito la famiglia ottenne anche San Martino Valle Caudina e numerosi altri feudi, per giungere infine ad un totale di 1 principato, 2 ducati, 3 contee e 68 baronie. Il ramo dei principi di Sepino e duchi di San Martino Valle Caudina si estinse nel 1816 con Giuseppe Maria II. La zia di questi, Carlotta (1746-1838), ne ereditò i titoli e i beni. Ella andò in sposa a Falco Ruffo, principe di Scilla. Il figlio di questi, Raffaele (1780-1847), aggiunse al proprio cognome quello della madre avendo come unica figlia ed erede Maria Carolina Ruffo-Della Leonessa. Questa nel 1834 sposò Giovanni Pignatelli, principe di Monteroduni, il quale aggiunse al suo il cognome Della Leonessa, creando così il ramo dei Pignatelli-Della Leonessa.

## Albero genealogico
Di seguito è riportato l'albero genealogico della famiglia Della Leonessa da Guglielmo, 1º signore di Airola e Montesarchio, vissuto ai tempi del re del Regno di Napoli Carlo I d'Angiò, fino al XVII secolo, secondo le ricostruzioni dei genealogisti Francesco De Pietri e Scipione Ammirato:
|       |       |                |                |             |            |             |             |           |           |           |                   |           |                      |                      |          |          |                     |                     |            |                |                     |                     |          |          |             |             |
|       |       |                |                |             |            |             |             |           |           | Guglielmo |                   |           |                      |                      |          |          |                     |                     |            |                |                     |                     |          |          |             |             |
|       |       |                |                |             |            |             |             |           |           |           |                   |           |                      |                      |          |          |                     |                     |            |                |                     |                     |          |          |             |             |
|       |       |                |                |             |            |             |             |           |           |           |                   |           |                      |                      |          |          |                     |                     |            |                |                     |                     |          |          |             |             |
|       |       |                |                |             |            |             | Filippo     | Filippo   |           |           |                   |           | Giovanni             | Giovanni             |          |          |                     |                     |            |                |                     |                     |          |          |             |             |
|       |       |                |                |             |            |             |             |           |           |           |                   |           |                      |                      |          |          |                     |                     |            |                |                     |                     |          |          |             |             |
|       |       |                |                |             |            |             |             |           |           |           |                   |           |                      |                      |          |          |                     |                     |            |                |                     |                     |          |          |             |             |
|       |       |                |                | Guglielmo   | Guglielmo  | Giannotto   | Giannotto   | Guglielma | Guglielma | Mileta    | Mileta            | Carlo     | Carlo                | Caterina             | Caterina |          |                     |                     |            |                |                     |                     |          |          |             |             |
|       |       |                |                |             |            |             |             |           |           |           |                   |           |                      |                      |          |          |                     |                     |            |                |                     |                     |          |          |             |             |
|       |       |                |                |             |            |             |             |           |           |           |                   |           |                      |                      |          |          |                     |                     |            |                |                     |                     |          |          |             |             |
|       |       |                |                |             |            | Giovannella | Giovannella |           |           | Enrico    | Enrico            | Giovanni  | Giovanni             | Filippa              | Filippa  |          |                     |                     |            |                |                     |                     |          |          |             |             |
|       |       |                |                |             |            |             |             |           |           |           |                   |           |                      |                      |          |          |                     |                     |            |                |                     |                     |          |          |             |             |
|       |       |                |                |             |            |             |             |           |           |           |                   |           |                      |                      |          |          |                     |                     |            |                |                     |                     |          |          |             |             |
| Carlo | Carlo | Jacopo/Giacomo | Jacopo/Giacomo | Roberto     | Roberto    |             |             |           |           |           |                   | Giovanni  | Giovanni             |                      |          |          |                     |                     |            | Restaino       | Restaino            |                     |          |          |             |             |
|       |       |                |                |             |            |             |             |           |           |           |                   |           |                      |                      |          |          |                     |                     |            |                |                     |                     |          |          |             |             |
|       |       |                |                |             |            |             |             |           |           |           |                   |           |                      |                      |          |          |                     |                     |            |                |                     |                     |          |          |             |             |
|       |       |                | Enrico         | Enrico      | Margherita | Margherita  | Niccolò     | Niccolò   |           | Roberto   | Roberto           |           | Giannotto            | Giannotto            |          |          | Guglielmo "Gorello" | Guglielmo "Gorello" | Enrico     | Enrico         | Carletto "Carretto" | Carletto "Carretto" |          |          |             |             |
|       |       |                |                |             |            |             |             |           |           |           |                   |           |                      |                      |          |          |                     |                     |            |                |                     |                     |          |          |             |             |
|       |       |                |                |             |            |             |             |           |           |           |                   |           |                      |                      |          |          |                     |                     |            |                |                     |                     |          |          |             |             |
|       |       |                | Caterinella    | Caterinella |            |             | Agnolella   | Agnolella | Giovanni  | Giovanni  | Marino            | Marino    | Giacomo              | Giacomo              | Restaino | Restaino | Luigi               | Luigi               |            |                | Enrico              | Enrico              | Domenico | Domenico | Giovannella | Giovannella |
|       |       |                |                |             |            |             |             |           |           |           |                   |           |                      |                      |          |          |                     |                     |            |                |                     |                     |          |          |             |             |
|       |       |                |                |             |            |             |             |           |           |           |                   |           |                      |                      |          |          |                     |                     |            |                |                     |                     |          |          |             |             |
|       |       |                |                |             |            |             |             |           |           |           | Giovanni          | Giovanni  | Nando Antonio Monaco | Nando Antonio Monaco | Raimondo | Raimondo | Galeazzo            | Galeazzo            | Covella    | Covella        | Fabrizio            | Fabrizio            |          |          |             |             |
|       |       |                |                |             |            |             |             |           |           |           |                   |           |                      |                      |          |          |                     |                     |            |                |                     |                     |          |          |             |             |
|       |       |                |                |             |            |             |             |           |           |           |                   |           |                      |                      |          |          |                     |                     |            |                |                     |                     |          |          |             |             |
|       |       |                |                |             |            |             |             |           |           |           | Francesco         | Francesco | Alfonso              | Alfonso              |          |          |                     | Marino              | Marino     | Anton Giovanni | Anton Giovanni      | Giulio              | Giulio   | Camilla  | Camilla     |             |
|       |       |                |                |             |            |             |             |           |           |           |                   |           |                      |                      |          |          |                     |                     |            |                |                     |                     |          |          |             |             |
|       |       |                |                |             |            |             |             |           |           |           |                   |           |                      |                      |          |          |                     |                     |            |                |                     |                     |          |          |             |             |
|       |       |                |                |             |            |             |             |           |           |           | Giovanni          | Giovanni  | Jacopo/Giacomo       | Jacopo/Giacomo       |          |          | Luigi               | Luigi               | ...        | ...            |                     |                     |          |          |             |             |
|       |       |                |                |             |            |             |             |           |           |           |                   |           |                      |                      |          |          |                     |                     |            |                |                     |                     |          |          |             |             |
|       |       |                |                |             |            |             |             |           |           |           |                   |           |                      |                      |          |          |                     |                     |            |                |                     |                     |          |          |             |             |
|       |       |                |                |             |            |             |             |           |           |           | Fabio             | Fabio     |                      |                      | Giulia   | Giulia   | Vittoria            | Vittoria            | Belisandra | Belisandra     |                     |                     |          |          |             |             |
|       |       |                |                |             |            |             |             |           |           |           |                   |           |                      |                      |          |          |                     |                     |            |                |                     |                     |          |          |             |             |
|       |       |                |                |             |            |             |             |           |           |           |                   |           |                      |                      |          |          |                     |                     |            |                |                     |                     |          |          |             |             |
|       |       |                |                |             |            |             |             |           |           |           | Francesco         |           |                      |                      |          |          |                     |                     |            |                |                     |                     |          |          |             |             |
|       |       |                |                |             |            |             |             |           |           |           |                   |           |                      |                      |          |          |                     |                     |            |                |                     |                     |          |          |             |             |
|       |       |                |                |             |            |             |             |           |           |           |                   |           |                      |                      |          |          |                     |                     |            |                |                     |                     |          |          |             |             |
|       |       |                |                |             |            |             |             |           |           |           | Giovanni Battista |           |                      |                      |          |          |                     |                     |            |                |                     |                     |          |          |             |             |
|       |       |                |                |             |            |             |             |           |           |           |                   |           |                      |                      |          |          |                     |                     |            |                |                     |                     |          |          |             |             |
|       |       |                |                |             |            |             |             |           |           |           |                   |           |                      |                      |          |          |                     |                     |            |                |                     |                     |          |          |             |             |
|       |       |                |                |             |            |             |             |           |           | Francesco | Francesco         | Fabio     | Fabio                |                      |          |          |                     |                     |            |                |                     |                     |          |          |             |             |

## Stemma
Lo stemma della famiglia Della Leonessa era scaccato di rosso e d'argento di 9 pezzi, i cinque rossi caricati ognuno da un giglio d'oro e avvolto da un mantello sovrastato da una corona di principe, il più alto titolo nobiliare da essa raggiunto. I gigli angioini furono aggiunti per concessione del re del Regno di Napoli Carlo I d'Angiò fatta al cavaliere Guglielmo Della Leonessa.

## Membri principali
- Riccardo, cavaliere al tempo del re del Regno di Sicilia Manfredi di Svevia[11];
- Filippo, maresciallo del Regno di Sicilia e vicario generale del Principato d'Acaia[11];
- Carlo, maestro stanzionario e gran siniscalco del Regno di Sicilia[12];
- Guglielmo, cavaliere, maresciallo del Regno di Napoli e viceré in Provenza[11];
- Fabio, arcivescovo di Conza, patriarca di Antiochia e nunzio apostolico in Fiandra dal 1627 al 1634[13].